# Lexington (Missouri)
Lexington ist eine City im Lafayette County im US-Bundesstaat Missouri mit 4.652 Einwohnern (Volkszählung 2020). Die Stadtfläche beträgt 9,5 km².
Lexington ist Bestandteil der Metropolregion Kansas City.
Der ZIP-Code (Postleitzahl) der Stadt ist 64067. Die Stadt ist der Verwaltungssitz (County Seat) von Lafayette County und liegt am Missouri River, etwa 75 km westlich von Kansas City/Missouri. Lexington ist auch Geburtsort von Randall Garrett, einem Science-Fiction- und Fantasy-Autor.

## Geschichte
Die Stadt wurde 1822 gegründet und nach der Stadt Lexington im Bundesstaat Massachusetts, wo der Amerikanische Unabhängigkeitskrieg begann, benannt. Während des Amerikanischen Bürgerkriegs fand vom 18. bis 20. September 1861 eine Schlacht in der Stadt statt.
Alle Routen der Handels- und Siedlertrecks in den Westen zwischen den 1820er Jahren und dem Bau der Eisenbahn nach dem Bürgerkrieg führten entlang dem Missouri und durch Lexington.

## Bekannte Einwohner

### Politik
- Thomas Peter Akers (1828–1877), Kongressabgeordneter (1856/57)
- John P. Campbell (1820–1888), Kongressabgeordneter (1848–1852)
- Thomas B. Catron (1840–1921), Senator
- Mark L. De Motte (1832–1908), Kongressabgeordneter
- Alexander Graves (1844–1916), Kongressabgeordneter (1883–1885)
- Josh Hawley (* 1979), Politiker
- Frank Houx (1860–1941), Gouverneur von Wyoming
- John Telemachus Johnson (1788–1856), Kongressabgeordneter
- Atterson W. Rucker (1847–1924), Kongressabgeordneter
- Samuel Locke Sawyer (1813–1890), Kongressabgeordneter (1879–1881)
- Ike Skelton (1931–2013), Kongressabgeordneter (1977–2011)
- Hugh Campbell Wallace (1863–1931), Botschafter in Frankreich
- John Welborn (1857–1907), Kongressabgeordneter (1905–1907)
- Tim Van Zandt (* 1963), Politiker

### Unternehmer
- James „Bud“ Walton – Mitbegründer von Walmart
- Sam Walton (1918–1992) – Gründer der Handelskette Walmart